# Yusuf Sarı
Yusuf Sarı (* 20. listopadu 1998) je turecký profesionální fotbalista, který hraje na pozici křídelníka za klub İstanbul Başakşehir FK. Narodil se ve Francii, ale hraje za turecký národní tým.

## Klubová kariéra

### Marseille
Sarı si odbyl svůj debut za Marseille při ligovém vítězství 2:0 nad Toulouse FC dne 24. září 2017.
Také se dvakrát objevil jako pravý křídelník v domácím poháru. Jednou proti SAS Epinal a podruhé proti Bourg-en-Bresse, kdy na konci zápasu vybojoval pokutový kop. Pokutový kop proměnil jeho spoluhráč Clinton N'Jie.

#### Hostování v Clermontu
Dne 29. srpna 2018 byl Sarı poslán na hostování do klubu Clermont Foot v Ligue 2 až do konce sezóny. V lednu 2019 se však vrátil do Marseille.

### Trabzonspor
Sarı nedostal dostatek šancí ve Francii v Marseille a rozhodl se přestoupit do tureckého klubu Trabzonspor. Dohoda byla potvrzena 18. června 2019, kdy podepsal 3letou smlouvu.

### Adana Demirspor
Dne 31. května 2022 podepsal klub Adana Demirspor se Sarım tříletou smlouvu.

### Başakşehir
Dne 1. ledna 2025 podepsal Sarı dvouletou smlouvu s İstanbul Başakşehir.

## Reprezentační kariéra
Sarı se narodil ve Francii a má turecké kořeny. Za turecký národní tým do 21 let debutoval při prohře 0:3 se Švédskem U21 v kvalifikaci na Mistrovství Evropy ve fotbale do 21 let 2019 dne 23. března 2018.
Sarı byl poprvé povolán do tureckého národního týmu na kvalifikační zápas na Mistrovství Evropy ve fotbale 2024 a přátelské utkání v září 2023. 12. září odehrál svůj první mezinárodní zápas, když Turecko prohrálo 4:2 přátelský zápas s Japonskem.
18. listopadu vstřelil svůj první gól za Turecko – vítězný gól z pokutového kopu v přátelském utkání s Německem v Berlíně, které skončilo 3:2.

## Statistiky

### Klubové
Platí k zápasu hranému 16. prosince 2024.
| Klub                 | Sezóna            | Liga              | Liga   | Liga | Národní pohár | Národní pohár | Ligový pohár | Ligový pohár | Kontinentální | Kontinentální | Ostatní | Ostatní | Celkově | Celkově |
| Klub                 | Sezóna            | Soutěž            | Zápasy | Góly | Zápasy        | Góly          | Zápasy       | Góly         | Zápasy        | Góly          | Zápasy  | Góly    | Zápasy  | Góly    |
| -------------------- | ----------------- | ----------------- | ------ | ---- | ------------- | ------------- | ------------ | ------------ | ------------- | ------------- | ------- | ------- | ------- | ------- |
| Marseille            | 2017/18           | Ligue 1           | 1      | 0    | 3             | 0             | 0            | 0            | 0             | 0             | —       | —       | 4       | 0       |
| Clermont (hostování) | 2018/19           | Ligue 2           | 9      | 0    | 0             | 0             | 0            | 0            | —             | —             | —       | —       | 9       | 0       |
| Trabzonspor          | 2019/20           | Süper Lig         | 14     | 3    | 3             | 0             | —            | —            | 5             | 0             | —       | —       | 22      | 3       |
| Trabzonspor          | 2020/21           | Süper Lig         | 26     | 1    | 1             | 0             | —            | —            | —             | —             | 1       | 0       | 28      | 1       |
| Trabzonspor          | 2021/22           | Süper Lig         | 15     | 1    | 1             | 0             | —            | —            | 3             | 0             | —       | —       | 19      | 1       |
| Trabzonspor          | Celkově           | Celkově           | 55     | 5    | 5             | 0             | —            | —            | 8             | 0             | 1       | 0       | 69      | 5       |
| Çaykur Rizespor      | 2021/22           | Süper Lig         | 13     | 3    | —             | —             | —            | —            | —             | —             | —       | —       | 13      | 3       |
| Adana Demirspor      | 2022/23           | Süper Lig         | 31     | 5    | 2             | 2             | —            | —            | —             | —             | —       | —       | 33      | 7       |
| Adana Demirspor      | 2023/24           | Süper Lig         | 24     | 3    | 0             | 0             | —            | —            | 6             | 2             | —       | —       | 30      | 5       |
| Adana Demirspor      | 2024/25           | Süper Lig         | 13     | 0    | 0             | 0             | —            | —            | —             | —             | —       | —       | 13      | 0       |
| Adana Demirspor      | Celkově           | Celkově           | 68     | 8    | 2             | 2             | —            | —            | 6             | 2             | —       | —       | 76      | 12      |
| Celkově v kariéře    | Celkově v kariéře | Celkově v kariéře | 146    | 16   | 10            | 2             | 0            | 0            | 14            | 2             | 1       | 0       | 171     | 20      |

### Reprezentační
Platí k zápasu hranému 21. listopadu 2023.
| Národní tým | Rok     | Zápasy | Góly |
| ----------- | ------- | ------ | ---- |
| Turecko     | 2023    | 4      | 1    |
| Celkově     | Celkově | 4      | 1    |

#### Reprezentační góly
Skóre a výsledky Turecka jsou vždy zapsány jako první. Góly Yusufa Sarıho jsou zvýrazněny.
| Gól | Datum              | Místo                           | Zápas | Soupeř  | Skóre | Výsledek | Soutěž          |
| --- | ------------------ | ------------------------------- | ----- | ------- | ----- | -------- | --------------- |
| 1.  | 18. listopadu 2023 | Olympiastadion, Berlín, Německo | 3.    | Německo | 3:2   | 3:2      | Přátelský zápas |

## Úspěchy

#### Trabzonspor
- Turecký pohár: 2019/20
- Turecký Superpohár: 2020